# Núvol orogràfic

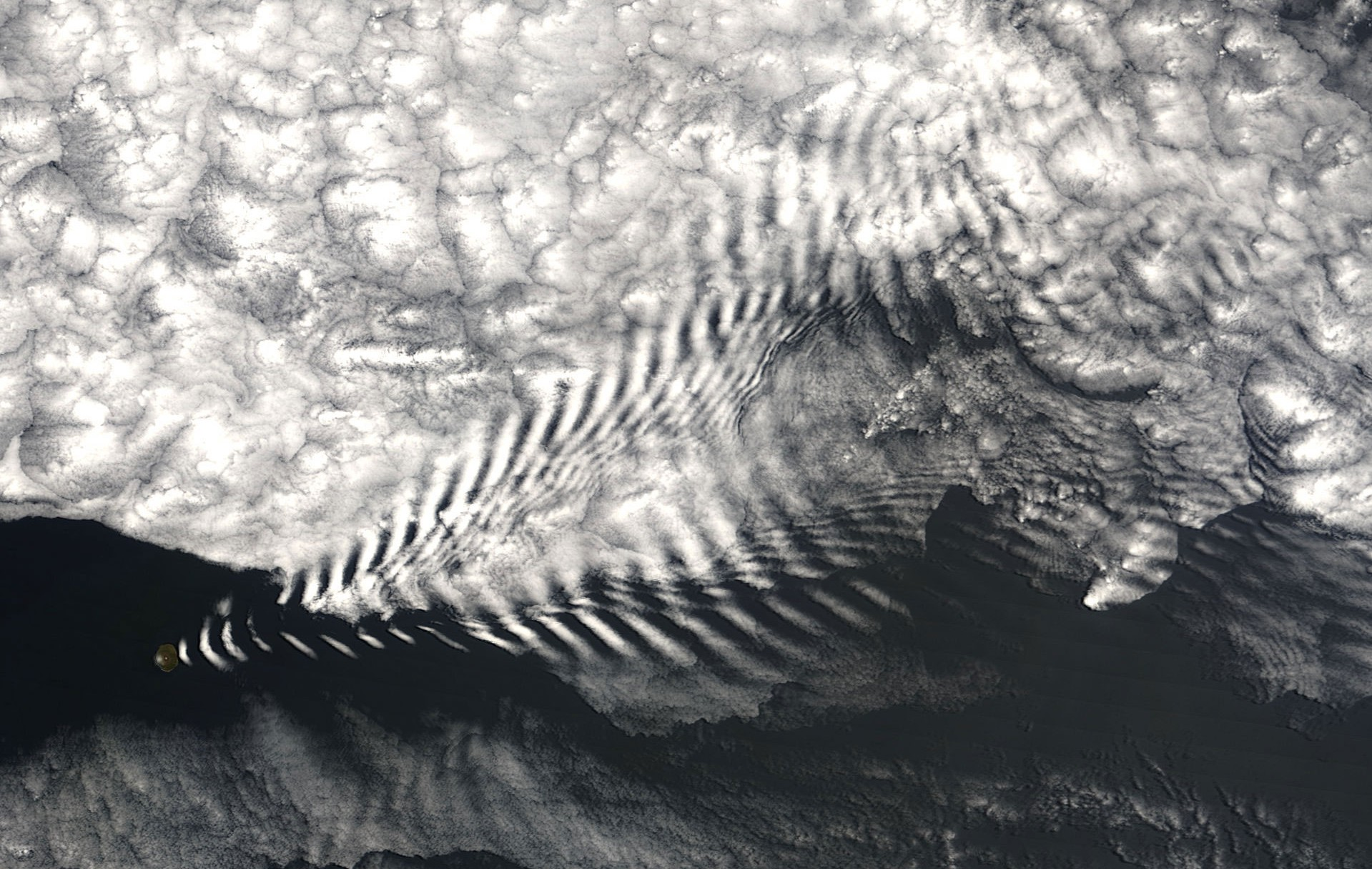
Patró d'onades de núvols a Île Ámsterdam.

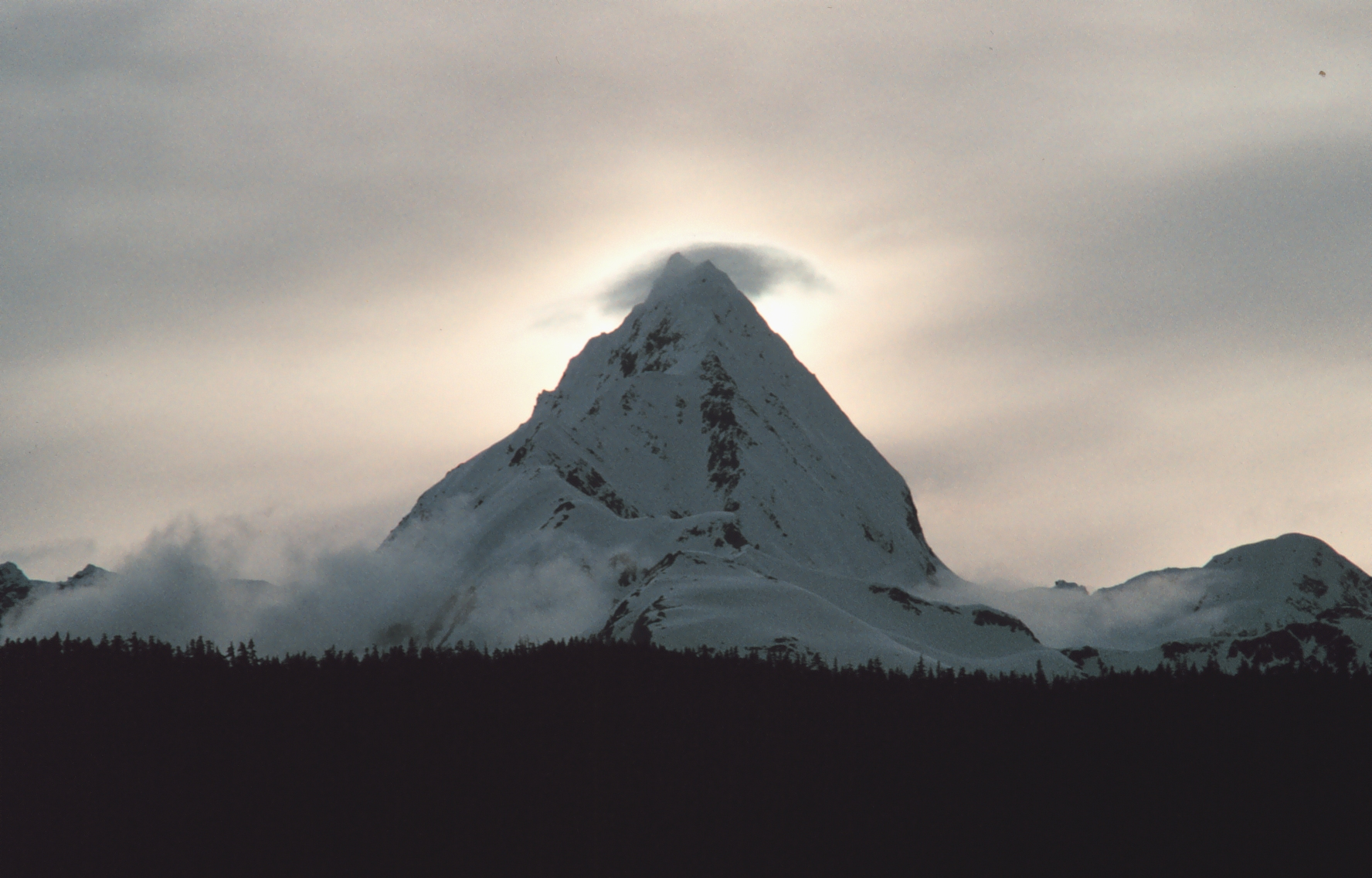
Un núvol en copa.

Els núvols orogràfics ocorren quan una massa d'aire és forçada des d'una zona baixa cap una altra elevació més alta, guanyant terreny. Mentre la massa d'aire ascendeix en altitud s'expandeix i es refreda adiabàticament. Aquesta atmosfera refredada no pot mantenir la humitat com sí que ho faria més calenta, aleshores això puja la humitat relativa a 100 %, creant núvols i sovint plou o neva.
La precipitació induïda pel núvol orogràfic ocorre en molts llocs del món. Els exemples inclouen:
- El Marge Mogollón d'Arizona Central
- El vessant occidental de Sierra Nevada a Califòrnia
- Les muntanyes prop de Baja California Nord.
- Els vessants de Khasi i Jayantia Hills a Meghalaya,Índia.
- Iemen.
- Els Ghats occidentals.
- La Great Dividing Range d'Austràlia.
- Les muntanyes de Nova Zelanda.
- Tasmània occidental.
- Els Andes meridionals.